# 霍爾特維克湖

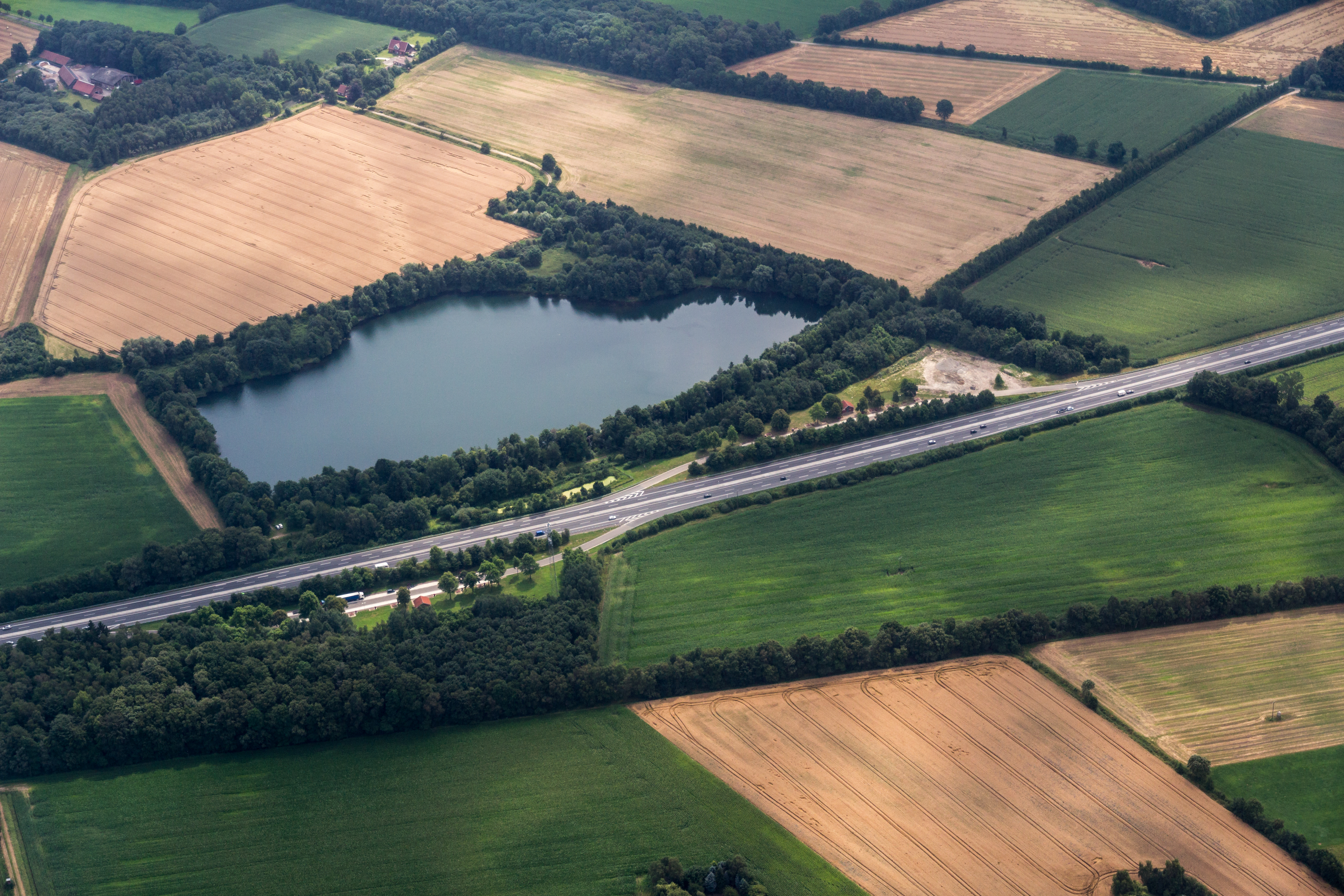

52°00′14″N 7°03′14″E / 52.004°N 7.054°E
霍爾特維克湖（德語：Holtwicker See），是德國的湖泊，位於該國西部，由北萊茵-威斯特法倫州負責管轄，處於科斯費爾德縣，長0.45公里、寬0.25公里，面積0.07平方公里，最大水深15米。